# Перстач простертий
Перстач простертий (Potentilla humifusa) — вид квіткових рослин роду перстач родини розові (Rosaceae).

## Ботанічний опис
Багаторічна рослина 5-10 см заввишки.
Стебла як і черешки листків, відстовбурчені-волосисті, звичайно з домішкою дрібних залозок..
Прикореневі листки пальчасті, складаються із 5-7 листочків, з обох сторін зелені, волосисті, нерідко залозисті. Листочки довгасто-клиноподібні, довжиною 1-5 см, шириною 0,4-1,5 см, зубчаті, у нижній частині цільнокраї.
Квітки 8-12 (14) мм у діаметрі, у щиткоподібно-волотистому суцвітті. Чашечка небагато або до 1,5 разу коротша від віночка, волосиста.
Плід — горішок.

## Поширення
Зустрічається у Туреччині, Сибіру, на Кавказі та у Східній Європі, в Україні — майже по усій території, крім Карпат та Криму. Росте по схилах, степах, узліссях, кам'янистих оголеннях різних порід, на пісках.